# العلاقات النمساوية التشيلية
العلاقات النمساوية التشيلية هي العلاقات الثنائية التي تجمع بين النمسا وتشيلي.

## مقارنة بين البلدين
هذه مقارنة عامة ومرجعية للدولتين:
| وجه المقارنة                                              | النمسا                                                    | تشيلي                         |
| --------------------------------------------------------- | --------------------------------------------------------- | ----------------------------- |
| المساحة (كم2)                                             | 83.86 ألف                                                 | 756.10 ألف                    |
| عدد السكان (نسمة)                                         | 8.81 مليون                                                | 17.37 مليون                   |
| الكثافة السكانية (ن./كم²)                                 | 105.06                                                    | 22.97                         |
| العاصمة                                                   | فيينا                                                     | سانتياغو                      |
| اللغة الرسمية                                             | اللغة الألمانية، لغة الإشارة النمساوية ‏                   | اللغة الإسبانية               |
| العملة                                                    | يورو، شلن نمساوي، رايخ مارك، شلن نمساوي                   | بيزو تشيلي، وحدة حساب تشيلية ‏ |
| الناتج المحلي الإجمالي (بليون دولار)                      | 416.60 مليار                                              | 277.08 مليار                  |
| الناتج المحلي الإجمالي (تعادل القوة الشرائية) بليون دولار | 426.99 مليار                                              | 419.39 مليار                  |
| الناتج المحلي الإجمالي الاسمي للفرد دولار أمريكي          | 43.77 ألف                                                 | 13.42 ألف                     |
| الناتج المحلي الإجمالي للفرد دولار أمريكي                 | 47.68 ألف                                                 | 22.07 ألف                     |
| مؤشر التنمية البشرية                                      | 0.885                                                     | 0.832                         |
| رمز المكالمات الدولي                                      | +43                                                       | +56                           |
| رمز الإنترنت                                              | .at                                                       | .cl                           |
| المنطقة الزمنية                                           | توقيت وسط أوروبا، ت ع م+01:00، ت ع م+02:00، أوروبا/فيينا ‏ | 00، 00، 00، 00                |

## مدن متوأمة
في ما يلي قائمة باتفاقيات التوأمة بين مدن نمساوية وتشيلية:
- ترتبط Mürzzuschlag [الإنجليزية]‏ مع تشيلان باتفاقية توأمة.

## منظمات دولية مشتركة
يشترك البلدان في عضوية مجموعة من المنظمات الدولية، منها:
| علم المنظمة | اسم المنظمة                               | تاريخ انضمام النمسا | تاريخ انضمام تشيلي |
| ----------- | ----------------------------------------- | ------------------- | ------------------ |
|             | وكالة ضمان الاستثمار متعدد الأطراف        | 16 ديسمبر 1997      | 12 أبريل 1988      |
|             | منظمة التعاون الاقتصادي والتنمية          | ?                   | ?                  |
|             | منظمة الشرطة الجنائية الدولية             | ?                   | ?                  |
|             | منظمة حظر الأسلحة الكيميائية              | ?                   | ?                  |
|             | منظمة التجارة العالمية                    | ?                   | ?                  |
|             | الفريق المعني برصد الأرض                  | ?                   | ?                  |
|             | الأمم المتحدة                             | 14 ديسمبر 1955      | 24 أكتوبر 1945     |
|             | مؤسسة التمويل الدولية                     | 28 سبتمبر 1956      | 15 أبريل 1957      |
|             | يونسكو                                    | 13 أغسطس 1948       | 7 يوليو 1953       |
|             | مؤسسة التنمية الدولية                     | 28 يونيو 1961       | 30 ديسمبر 1960     |
|             | البنك الدولي للإنشاء والتعمير             | 27 أغسطس 1948       | 31 ديسمبر 1945     |
|             | المركز الدولي لتسوية المنازعات الاستشارية | 24 يونيو 1971       | 24 أكتوبر 1991     |
|             | الاتحاد البريدي العالمي                   | ?                   | ?                  |
|             | الاتحاد الدولي للاتصالات                  | 1866                | 1908               |

## أعلام
هذه قائمة لبعض الشخصيات التي تربطها علاقات بالبلدين:
- ايغور ليشنوفسكي (لاعب كرة قدم تشيلي، 7 مارس 1994[19] – )
- إدواردو فراي رويز تاجل (24 يونيو 1942 – )
- إدواردو فري مونتالبا (16 يناير 1911[20][21][22] – 22 يناير 1982[20][21][22])
- بيتر روك (موسيقي تشيلي، 4 سبتمبر 1945 – 16 أبريل 2016)
- سيرجيو ليفينغستون (لاعب كرة قدم تشيلي، 26 مارس 1920 – 11 سبتمبر 2012)

## وصلات خارجية
- موقع وزارة الخارجية النمساوية
- موقع وزارة الخارجية التشيلية